# 虚拟运营商
虚拟运营商（Virtual Network Operator，VNO）是指没有自己的通讯基础设施，借助传统的电信供应商来实现通讯服务的运营商。虚拟运营商通过向传统运营商租用相关的基础设施，建立具有自己特点的通讯业务，为消费者提供更加个性化的业务。
虚拟运营商没有自己的通讯技术设备和技术支持，服务依靠传统运营商来实现。传统的运营商在建立和维护通讯网络上开销巨大，这一概念帮助削减资本支出。